# Woke (série télévisée)
Woke est une série télévisée de comédie américaine en seize épisodes d'environ 24 minutes co-créée par Keith Knight et Marshall Todd, et diffusée entre le 9 septembre 2020 et le 8 avril 2022 sur Hulu,.
La série est inédite dans tous les pays francophones.

## Synopsis
Keef Knight, créateur de la bande dessinée Toast & Butter (toast et beurre), est un dessinateur noir de San Francisco au bord du succès grand public. Il s'enorgueillit de "rester léger" et évite les prises de position controversées.
Après avoir été victime d'un profilage racial par des policiers trop agressifs, Keef, traumatisé, découvre qu'il est capable de voir et d'entendre des objets inanimés qui lui parlent.
Désormais plus sensible au racisme et aux micro-agressions quotidiennes qu'il s'efforçait d'éviter dans toutes les situations, Keef doit trouver comment maintenir ses relations et sa carrière en tant qu'homme noir "Woke" (éveillé).
La série est un feuilleton d'action en direct avec des éléments animés.

## Distribution

### Acteurs principaux
- Lamorne Morris : Keef, un dessinateur basé sur le dessinateur et co-créateur Keith Knight
- Blake Anderson (en) : Gunther, l'un des colocataires de Keef[6]
- T. Murph : Clovis, meilleur ami et colocataire de Keef[6]
- Sasheer Zamata[7] : Ayana, journaliste pour The Bay Arean qui appelle Keef à sortir
- Rose McIver : Adrienne, une artiste et la petite amie de Keef[6] (saison 1)
- Aimee Garcia : Laura Salgado[8] (saison 2)

### Voix seulement
- J. B. Smoove : marqueur
- Nicole Byer et Eddie Griffin : bouteilles de 40 oz
- Cree Summer : Paper Bag
- Tony Hale : Butter
- Sam Richardson : Toast
- Jack McBrayer : visage triste
- Cedric the Entertainer : Trashcan
- Keith David : Bible

## Production
Le personnage principal de la série Keef Knight est inspiré de Keith Knight lui-même et l'histoire se base sur son vécu.
Jay Dyer est le show-runner pour la série.
Le 17 novembre 2020, Hulu a renouvelé la série pour une deuxième saison dont la sortie est prévue en avril 2022.
Le 24 juin 2022, la série est annulée.

## Épisodes

### Première saison (2020)
1. Rhymes with Broke
2. What Prequels?
3. Gig E. Smalls
4. Black People for Rent
5. Oaktown Get-Down
6. Dap, Peace, F*ck You
7. Prayers for Kubby
8. Blue Lies Matter

### Deuxième saison (2022)
Elle a été mise en ligne le 8 avril 2022.
1. A Knight in the Park
2. Free At Last
3. Papa's Got a Brand New Boil
4. Sole Train
5. Who's Your Kin
6. Black Exceptionalism
7. Black Trauma V
8. Kill Keef Knight

## Réception
L'agrégateur de critiques Rotten Tomatoes a rapporté un taux d'approbation de 74 % sur la base de 42 critiques, avec une note moyenne de 5,8 / 10 pour la première saison de la série. Le consensus des critiques du site Web se lit comme suit : « Bien que la première saison de Woke ne sache pas tout à fait ce qu'elle veut dire sur le racisme en Amérique, son ensemble solide - dirigé par un Lamorne Morris bien choisi - et une certaine sottise surréaliste en font une conversation désordonnée qui vaut la peine d'être regardée ». Metacritic a donné à la série un score moyen pondéré de 61 sur 100 basé sur 19 avis, indiquant « des avis généralement favorables ».